# José Acácio Soares Moreira
José Acácio Soares Moreira (Laguna, 9 de dezembro de 1867 — Florianópolis, 22 de junho de 1946) foi um advogado provisionado, jornalista e político brasileiro.
Foi telegrafista e escriturário da Estrada de Ferro Donna Thereza Christina.
Fundou o jornal "A Verdade" em Tubarão, em 1897.
Foi deputado à Assembleia Legislativa de Santa Catarina na 8ª legislatura (1913 — 1915), na 9ª legislatura (1916 — 1918), na 11ª legislatura (1922 — 1924), na 12ª legislatura (1925 — 1927) e na 13ª legislatura (1928 — 1930).
Foi vice-governador de Santa Catarina em 1930.
Foi deputado à Assembleia Legislativa de Santa Catarina na 1ª legislatura (1935 — 1937).